# Aeolian Company
La Aeolian Company è stata un'azienda statunitense che produceva fin dal 1880 circa strumenti musicali automatici: il primo fu un harmonium che funzionava a dischi di cartone perforati. Dopo questa esperienza l'Aeolian si specializzò in altri innumerevoli strumenti automatici: pianole, orchestrelles (harmonium altamente perfezionati, suonabili sia manualmente grazie alla tastiera, sia con un rullo cartaceo perforato), organi a canne, orchestrion (chiamati così perché cercavano di imitare le orchestre), Pianoforte e altri strumenti. L'Aeolian ha continuato a costruire fino al 1993 con l'ultimo modello di pianola e poi chiuse i battenti.